# بوب كورتيس (سياسي)
بوب كورتيس (بالإنجليزية: Bob Curtis) هو سياسي أمريكي، ولد في 1933 في وينتاتشي في الولايات المتحدة. له نشاط في الحزب الجمهوري. وقد انتخب عضو مجلس نواب واشنطن.